# Meranoplus diversus
Meranoplus diversus är en myrart som beskrevs av Smith 1867. Meranoplus diversus ingår i släktet Meranoplus och familjen myror. Inga underarter finns listade i Catalogue of Life.